# الجوهرة بنت فهد بن خالد آل سعود
الجوهرة بنت فهد بن خالد آل سعود أكاديمية سعودية، عينت عضواً في مجلس الشورى السعودي في الدورة الثامنة عام 1442هـ والدورة التاسعة عام 1446هـ، وهي حاصلة على عدد من الجوائز منها: جائزة معرض الرياض الدولي للكتاب لعام 2020 في مسار العلوم الاجتماعية.

## التعليم
- حاصلة على دكتوراه فلسفة في التربية تخصص رياض الأطفال من جامعة الملك سعود.
- حاصلة على ماجستير الآداب في علم النفس الارشادي.
- حاصلة على بكالوريوس لتعليم ما قبل المرحلة الابتدائية.[4]

## العمل
- عضو في مجلس الشورى السعودي (الدورة الثامنة).[5]
- أستاذ مشارك في جامعة الملك سعود.
- رئيسة قسم الطفولة المبكرة في كلية التربية في جامعة الملك سعود.
- وكيلة عمادة تطوير المهارات بجامعة الملك سعود.[6]
- مستشار غير متفرغ في وزارة الداخلية (مركز الابحاث والجريمة).
- وكيلة قسم السياسات التربوية في جامعة الملك سعود.[7]

## الجوائز
- حصلت على جائزة الأمير نايف بن عبد العزيز للبحوث الأمنية لمجلس التعاون عام 2017.[8]
- حصلت على جائزة معرض الرياض الدولي للكتاب لعام 2020 في مسار العلوم الاجتماعية عن كتابها (مقدمة في نهج منتسوري).[9]